# Speer Goes to Hollywood
Speer Goes to Hollywood ist ein israelischer Dokumentarfilm unter der Regie von Vanessa Lapa. Der Film feierte im Februar 2020 auf der Berlinale Weltpremiere und lief dort in der Sektion Berlinale Special Gala.

## Handlung
Albert Speer war einer der engsten Vertrauten Adolf Hitlers. Als Generalbauinspektor sollte er die Welthauptstadt Germania gestalten und als Reichsministerium für Bewaffnung und Munition war er für zwölf Millionen Zwangsarbeiter zuständig. Trotzdem gilt er bis heute als guter Nazi. Diesen Mythos hat Speer selbst entworfen und erfolgreich propagiert. Er war einer der ranghöchsten Nationalsozialisten, der bei den Nürnberger Prozessen der Todesstrafe entging.
Speer Goes to Hollywood bringt das Publikum ins Jahr 1971: Paramount Pictures plant, Speers Bestseller Erinnerungen zu verfilmen, und Speer will selbst am Drehbuch mitwirken. Grundlage für Vanessa Lapas Film waren Tonaufzeichnungen der monatelangen Gespräche, die Drehbuchautor Andrew Birkin damals mit Speer geführt hatte. Das Publikum wird Zeuge von Speers skrupellosem Versuch, den geplanten Film dafür zu benutzen, seine Vergangenheit reinzuwaschen. Während Birkin mit Speer zusammenarbeitet und das Drehbuch nach seinen Wünschen anpasst, durchschaut Carol Reed, der die Regie des Films übernehmen soll, Speers geschichtsrevisionistische Taktik und hält den Film in dieser Form für verantwortungslos. Letztlich entscheidet sich die Produktionsfirma gegen das Projekt, und der Film wird nie produziert. Lapas Film zeigt außerdem seltene Archivaufnahmen, die Speer vor dem Zweiten Weltkrieg, in Kriegszeiten und später als mehr oder weniger zurückgezogen lebenden Ruheständler auf dem Land präsentieren.

## Produktion
Die israelische Regisseurin Vanessa Lapa führte Regie, das Konzept stammt von Vanessa Lapa und Joëlle Alexis, die Musik von Haim Frank Ilfman. Für den Filmschnitt war Joëlle Alexis zuständig.
Produzenten waren Vanessa Lapa und Tomer Eliav, Associate Producer Sylvain Goldberg, ausführende Produzenten Stanley Cohen, Manu Schöngut, Cathy Schöngut, Johnny Kneller, Philippe Laub, Yossi Landesman und Guido Hettinger, Koproduzenten Björn Koll und Felix Breisach.
Die unabhängige israelische Produktionsfirma Realworks, die auf Dokumentarfilme spezialisiert ist und von Vanessa Lapa 2006 gegründet wurde, produzierte den Film.
Der deutsche Schauspieler Anno Koehler spricht den englischen Text Albert Speers.
Der Film feierte im Februar 2020 auf der Berlinale Weltpremiere und lief dort in der Sektion Berlinale Special Gala.

## Kritik
Philipp Stadelmaier von der Süddeutschen Zeitung sah in dem Film „in einem weiteren Sinne eine Doku über den Versuch, Geschichte filmisch zu fiktionalisieren“. Da das Publikum wegen der angeblich zu starken Beschädigung der Originalaufnahmen mit den „hölzernen Stimmen zweier Sprecher“ Vorlieb nehmen müsse, habe Speer erneut eine Möglichkeit, sich zu verstecken, hier hinter einer fremden Stimme.

## Nominierungen und Auszeichnungen
- Berlinale 2020: Nominierung für den Berlinale Dokumentarfilmpreis[5]

- 2021: Award of the Israeli Television Academy als bester Dokumentarfilm[6]
- 2021: Jameson CineFest - Miskolc International Film Festival: Nominierung für den CineDocs Prize
- 2021: Jerusalem Film Festival: Diamond Award für die beste Regie, Nominierung für den Award for Israeli Cinema